# William de Brailes

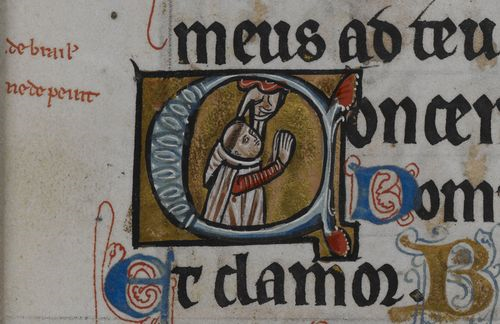
Initiale mit einem Selbstporträt und der Signatur W. de Brailes

William de Brailes (* vor 1230; † 1260) war ein englischer Buchmaler. Er war tätig, als die Buchmalerei nicht nur von Klöstern, sondern zunehmend auch von freien Künstlern betrieben wurde, die gegen Honorar für geistliche und weltliche Auftraggeber arbeiteten. Brailes Werkstatt ist die erste Werkstatt der gotischen Buchmalerei, für die Name, Ort und auch Werke überliefert sind.
William de Brailes kam dem Namen nach wahrscheinlich aus Upper oder Lower Brailes, einem Dorf bei Shipston-on-Stour in Warwickshire. Er ist sicher mit jenem William de Brailes identisch, der zwischen 1230 und 1260 in fünf Besitzurkunden in Oxford erwähnt wird. In einer Urkunde wird er zusammen mit drei weiteren Buchmalern, drei Buchbindern und einem Pergamenthersteller als Zeuge genannt. Die Signatur W. de Brailes ist in zwei illustrierten Manuskripten erhalten, die Mitte des 13. Jahrhunderts erstellt wurden.
Vermutlich war er der Leiter einer Buchmalerwerkstatt, die er in der Catte Street in Oxford betrieb, vermutlich dort, wo heute die Kapelle des All Souls College steht. Dieser Teil der Stadt um die St Mary’s Church war im 13. Jahrhundert der Schwerpunkt des Buchhandels in Oxford. Zu Brailes Signatur gehört das Bild eines Mannes mit Tonsur, jedoch ohne Mönchhabit. In einer der Urkunden wird seine Frau Celena erwähnt. Brailes und seine Helfer illustrierten etwa ein Dutzend erhaltene Bücher, darunter mehrere Bibeln, ein Psalter, eine Sammlung von illustrierten Blättern, die vermutlich ursprünglich zu zwei Psaltern gehörten, außerdem das älteste erhaltene vollständig illustrierte englische Stundenbuch. Dabei arbeiteten mehrere Künstler gleichzeitig an einem Werk, da diese in unterschiedlichen Stilen illustriert wurden. Die verzierten Verlängerungen von Initialen waren für die Werkstatt von Brailes charakteristisch, dabei verwandten sie meist gedämpfte Farben wie blau, braun und dunkle rosatöne. Die Verzierung dieser Manuskripte enthält ganzseitige Bilder, die meist Szenen aus dem alten und Neuen Testament darstellen, dazu kunstvoll gestaltete Initialen und farbenreiche Fülllinien, die gelegentlich Darstellungen von Säugetieren, Vögeln und Fischen zeigen.
Die Wandmalereien an der Decke des Kapitelhauses der Kathedrale von Oxford, die die vier Apostel und einen Engel zeigen, sind vom Stil her von Brailes gemalt. Entweder war er gelegentlich auch als Wandmaler tätig oder er hat zumindest die Vorlagen für die Malereien erstellt.